# 雅浦島
雅浦（雅浦語：Waqab）是在太平洋西部加羅林群島中的一個島，位於密克羅尼西亞聯邦最西的雅浦州。雅浦島實際上由雅浦島、加吉爾島、馬普島、魯蒙島四塊相近的陸地組成，只是由珊瑚礁相連，所以該島也被稱為雅浦群島。雅浦島位於太平洋板塊接鄰菲律賓板塊的區域，島上地勢起伏，被茂密的植被所覆蓋；海岸則大部分是被珊瑚礁包圍的紅樹林沼澤；属热带雨林气候。雅蒲島國際機場有航班前往關島及帛琉，由美國大陸航空營運，而前往各離島的內陸航線由PMI經營。
约950年，雅浦帝国在此建立。
1898年德国从西班牙夺占，一战后为日本占领；二战后为美国托管。
同時也是世界上最大貨幣所在地，雅浦島的居民在土地和房屋的買賣交易時，仍用最大直徑4公尺、重5噸的石材當貨幣使用；這些巨大的雅浦島石幣，是特地從帛琉島上的石灰岩切割下來後渡海運回雅浦島。